# Magadha

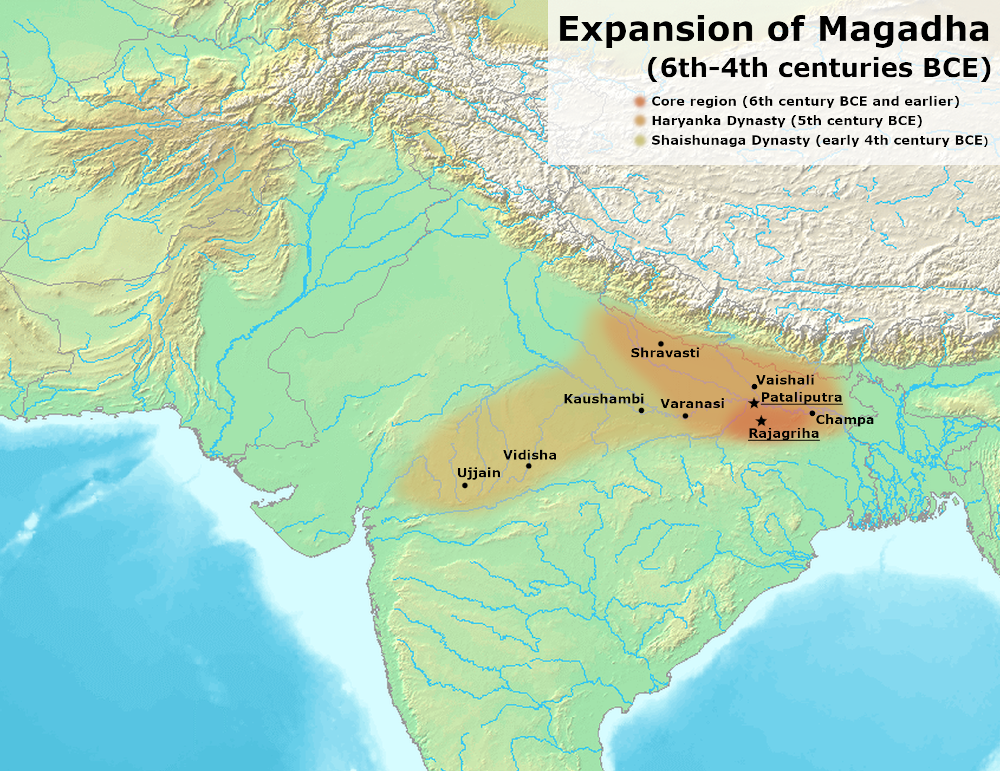
Das Königreich Magadha im 6. bis 4. Jahrhundert v. Chr. und seine territoriale Expansion

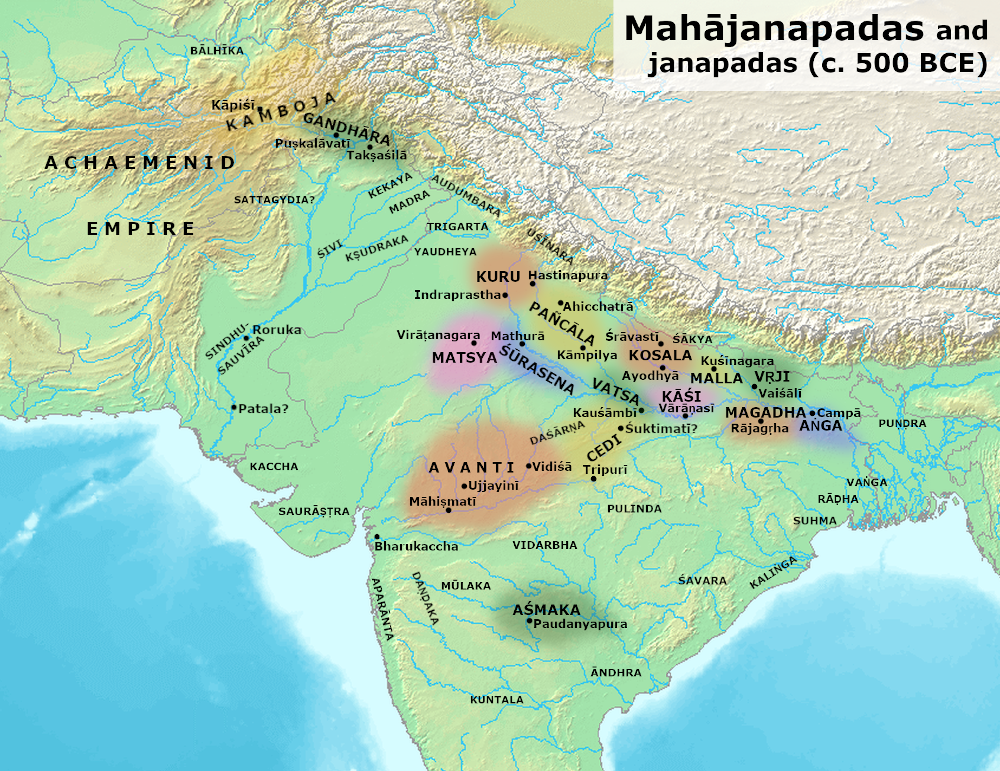
Magadha und andere Mahajanapadas in der Nach-Vedischen-Periode, um 500 v. Chr.

Magadha war ein nordostindisches Königreich des 6. und 5. vorchristlichen Jahrhunderts.
Es war eines von 16 Großstammestümern (den sogenannten Mahajanapadas) und umfasste in etwa das Gebiet des heutigen indischen Bundesstaates Bihar. Magadhas Hauptstadt war Rajagriha (spätere Hauptstadt: Pataliputra, das heutige Patna). Aus dem Königreich Magadha entfaltete sich im 3. Jh. v. Chr. das Reich der Maurya-Dynastie, das erste indische Großreich. Dessen herausragendster Herrscher war Kaiser Ashoka, unter dem Magadha nicht nur seine größte Ausdehnung, sondern auch eine kulturelle Blüte erlebte. Um das Jahr 180 v. Chr. übernahm die Shunga-Dynastie die Macht.
Magadha ist zudem das Ursprungsgebiet des Buddhismus (siehe auch Geschichte des Buddhismus). In ihm liegen auch die antiken buddhistischen Zentren, wie Bodh-Gaya und Nalanda, von denen aus sich die neue Religion nach dem dritten buddhistischen Konzil auf andere Teile Indiens ausweitete.

## Könige
Es gibt nur wenige gesicherte Informationen über die frühen Herrscher von Magadha. Die wichtigsten Quellen sind buddhistische Chroniken aus Sri Lanka, die Puranas und verschiedene buddhistische und jainistische heilige Texte. 
Auf Basis dieser Quellen sieht es aus, als ob Magadha ca. 200 Jahre von der Sisunaga-Dynastie (siehe dort) regiert wurde (ca. 550 bis 350 v. Chr.).
Die Shishunaga-Dynastie wurde von Mahapadma gestürzt, dem ersten der neun sogenannten Nandas (der Nanda- oder Navananda-Dynastie). Seine acht Söhne folgten ihm nach. Den sri-lankischen Chroniken zufolge dauerte die Nanda-Dynastie nur 22 Jahre, während die Puranas davon sprechen, dass Mahapadma 28 Jahre regierte und seine Söhne 12 Jahre. Die Nanda-Dynastie wurde wahrscheinlich von Chandragupta Maurya zerstört, dem ersten König der großen Maurya-Dynastie.
Früher vermutete man, dass die in Magadha gesprochene Sprache, das Magadhi, mit dem Pali des buddhistischen Kanons identisch sei. Diese Annahme gilt heute als widerlegt.